# Sektor Graz

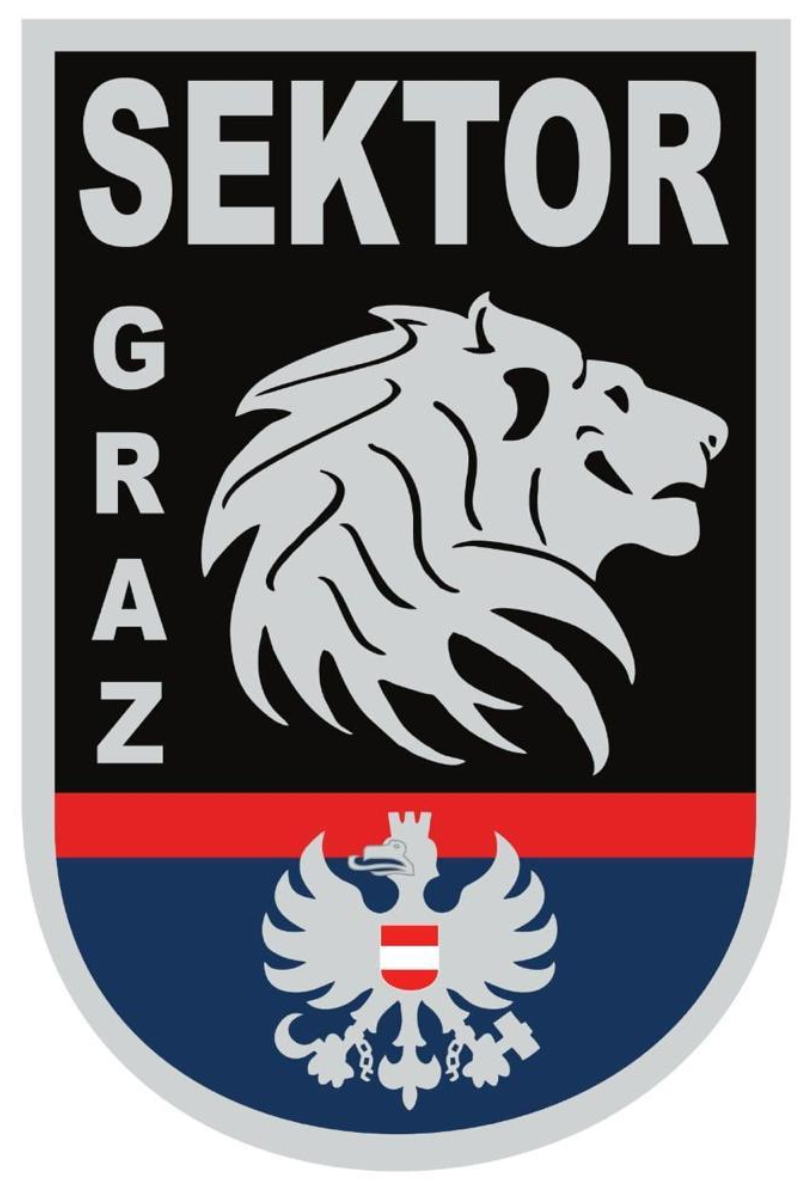
Abzeichen des SEKTOR Graz

Die Polizeiinspektion Graz-Sonderdienste, umgangssprachlich Sektor Graz, war bis 2021 eine Sondereinheit der Bundespolizei in der steirischen Landeshauptstadt Graz. Die Einheit wurde vorrangig bei Einsätzen mit erhöhtem Gefährdungsgrad angefordert. Die Einheit ist an der Paulustorgasse stationiert. Das Aufgabengebiet der Einheit ist vergleichbar mit der WEGA Wien.
Im Jahr 2021 wurden Bundesweiten, bis auf Wien die SRK (Schnelle Reaktionskräften) installiert. Die SRK bestehen aus der BE (Bereitschaftseinheit) und der SIG (Schnelle Interventionsgruppe). In der Steiermark wurde der Sektor Graz zur Stammmannschaft der SIG Steiermark.